# Котбуссер Тор (станция метро, линия U8)
«Котбуссер Тор» (нем. Kottbusser Tor) — станция Берлинского метрополитена. Расположена на линии U8 между станциями «Морицплац» (нем. Moritzplatz) и «Шёнлайнштрассе» (нем. Schönleinstraße). Расстояние до станции «Морицплац» — 860 метров, до станции «Шёнлайнштрассе» — 670 метров. Станция находится в районе Берлина Кройцберг, имеет пересадку на одноимённую станцию линии U1.

## История
Открыта 12 декабря 1928 года.

## Архитектура и оформление
Трёхпролётная колонная станция мелкого заложения. Путевые стены и колонны облицованы крупной бледно-розовой кафельной плиткой. На станции три выхода, в центре и в торцах платформы. Южный выход в настоящее время закрыт, переход на одноимённую станцию линии U1 расположен в центре платформы.
В настоящее время станция является самым криминальным районом Берлина. В этом районе происходит наибольшее количество случаев торговли наркотиками, краж, взломов автомобилей и других разбойных нападений. Стремительный рост преступности в районе «Котбуссер Тор» показывает острую необходимость в увеличении количества патрулирующих полицейских.